# Communauté de communes du Lautrecois
Die Communauté de communes du Lautrecois ist ein ehemaliger Gemeindeverband (Communauté de communes) im südfranzösischen Département Tarn in der Region Midi-Pyrénées. Er ist nach dem Ort Lautrec benannt.
2013 fusionierte der Gemeindeverband mit der Communauté de communes du Pays d’Agout zur neuen Communauté de communes du Lautrécois-Pays d’Agout.

## Mitgliedsgemeinden
| - Brousse - Jonquières - Laboulbène - Lautrec - Montdragon - Montpinier | - Peyregoux - Puycalvel - Saint-Genest-de-Contest - Saint-Julien-du-Puy - Vénès |

Somit umfasst der Gemeindeverband alle Gemeinden des Kantons Lautrec sowie eine Gemeinde des Kantons Castres-Nord.